# Chasqui

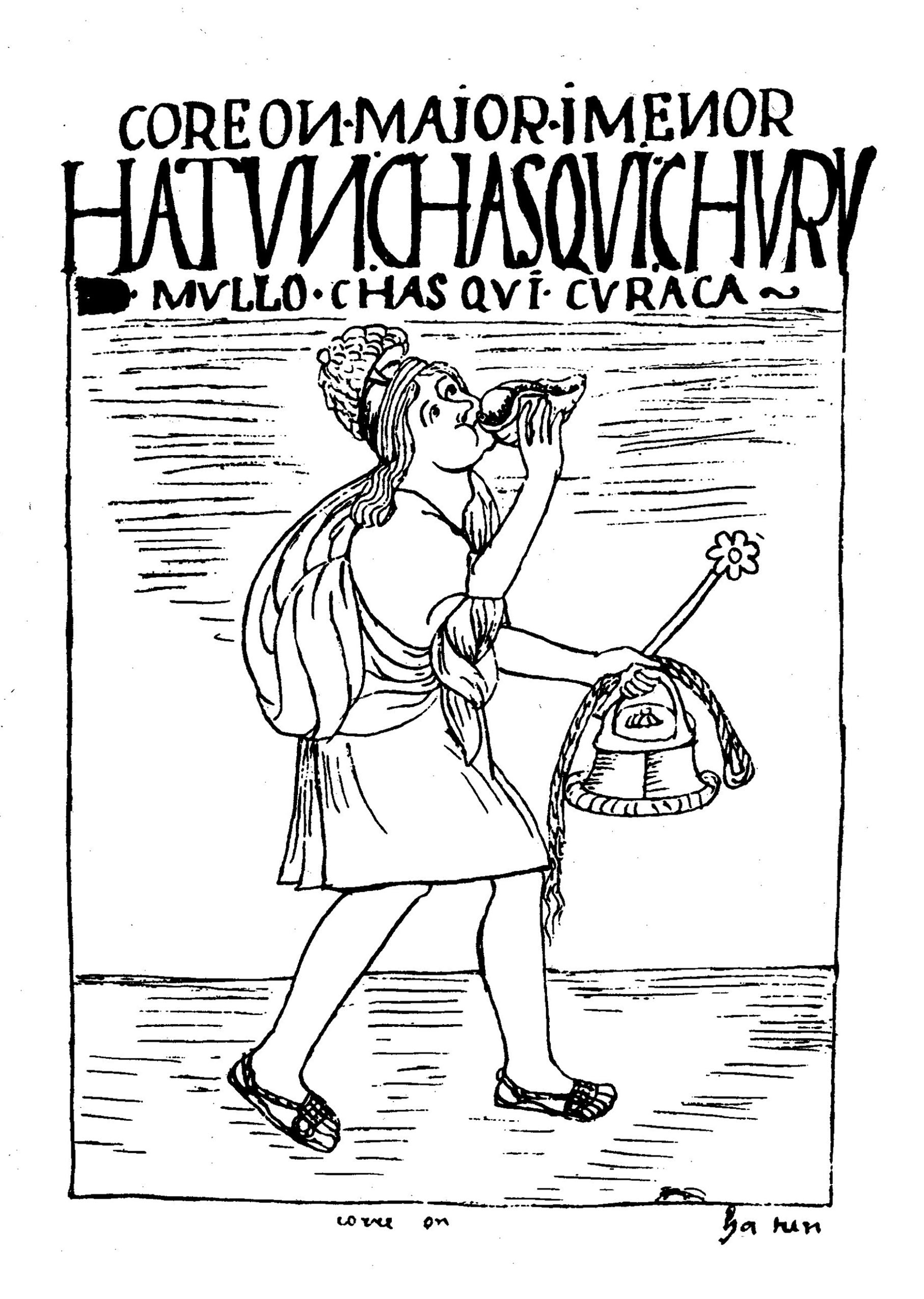
Chasqui tocando su pututu en "Primer nueva corónica y buen gobierno".

Chasqui (quechua: chasqui (postillón) o también chaski (correo, persona de relevo) era un corredor joven que llevaba un mensaje o recado en el sistema de correos del Tahuantinsuyo, desplazándose a la carrera de una posta a la inmediata siguiente.
Era el mensajero personal del Inca, que utilizaba un sistema de postas para entregar mensajes u objetos. Fundamentalmente transportaban la información en los Quipu que había sido elaborada por los Quipucamayoc. En pocas palabras, los chasquis eran como los carteros de la realeza inca.
Los chasquis eran diestros y preparados físicamente desde temprana edad, y recorrían a través de un sistema de postas (tambos), los extensos caminos construidos por el estado Inca, pues de ellos podía depender una orden de suspensión  de una acción bélica a tiempo o llegaran los refuerzos a una  batalla. Eran hijos de curacas, gente de confianza.
Llevaba siempre un pututu (trompeta de caracol) para anunciar su llegada y alertar a su relevo; por armas portaba una porra y una huaraca, llevaba un quipu donde traía la información, un atado a la espalda en el que conducía objetos y encomiendas, una vara, y en la cabeza un penacho de plumas blancas  a modo de identificador visual. "Dicen que un caracol de Colombia llegaba vivo al Inca, en el Cuzco."
Además el chasqui se convirtió en el receptor del saber ancestral recibido de parte de los hamawt'a (sabios ancianos), para ser entregado a un nuevo relevo, y así transmitir los conocimientos en forma hermética, a fin de preservar los principios esenciales de la cultura andina ante el avasallamiento de la civilización occidental.
Los españoles que conquistaron el ya fraccionado territorio de los incas desde  1532 quedaron tan impresionados con la eficiencia del sistema de chasquis que los corredores se mantuvieron en el Virreinato del Perú. Pedro Cieza de León, cronista español, había escrito:

Los incas inventaron un sistema de postas que era lo mejor se pudiera pensar o imaginar... las noticias no podría haber sido transmitidas a través de una mayor velocidad que con los caballos más veloces.

También servían de espías al Imperio y a la nobleza para tener estrategias bélicas de batalla contra los otros pueblos y culturas de América del Sur en los tiempos prehispánicos.
Era tal la importancia que se le daba al servicio de correos que quienes iban a ser destinados para ser chasquis eran entrenados desde niños para que pudieran realizar su oficio a la perfección. Debían conocer perfectamente cada uno de los caminos y sus atajos y eran diestros nadadores. También eran capaces de realizar sus labores durante las noches si esto fuera necesario.

## Operación
Los Chasquis fueron enviados a lo largo de miles de kilómetros, aprovechando el vasto sistema de carreteras incaico construido y puentes de cuerda en los Andes de Perú y Ecuador. En la costa de lo que ahora es Perú su ruta corrió de Nazca a Tumbes. Las rutas chasqui también se extendieron a más confines del imperio en partes de lo que ahora son Colombia, Bolivia, Argentina y Chile.

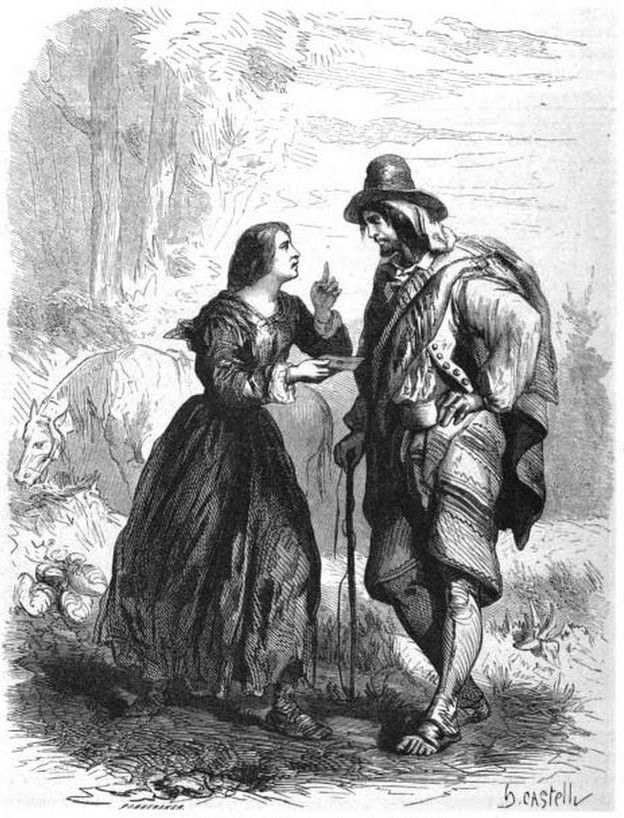
Chasqui de Santiago del Estero. - Dibujo de Castelli 1840.

Los tambos, o estaciones de retransmisión, se utilizaron para que el chasqui se detuviera y transfiriera mensajes al siguiente chasqui.  Había diferentes tamaños y niveles de tambos y a cada uno se le asignó un uso diferente. El uso del tambo dependía de la ruta en la que se encontraba y a quién se le permitía usarlo, pero la mayoría de ellos eran sólo para pasar los mensajes a lo largo porque había otras estructuras que el chasqui utilizaba para el descanso y el refugio llamado chasquihuasi.  El chasqui comenzaba en un tambo y corría hacia el siguiente tambo donde un chasqui descansado estaba esperando para llevar el mensaje al siguiente tambo. Esta manera era un poco más rápida.

## Envío
Cada chasqui llevaba dos objetos, un quipu y un pututu. Un quipu se utilizó para almacenar y transportar información a través de un sistema de cuerdas anudadas que representaban diferentes cosas basadas en el tipo, color, número de cuerdas, etc. El chasqui fue capaz de leer, traducir y transferir la información sobre el quipus. El quipu no podía ser leído a menos que el chasqui estuviera allí con el mensaje oral y la traducción porque parte de la información fue contada oralmente que iba junto con el quipu. El pututu era una caracola utilizada como trompeta, utilizado para indicar a otros chasquis que un corredor estaba cerca, para que pudieran prepararse para correr.

## En la Actualidad
Hay varios caminos y tambos conservados que fueron utilizados por el chasquis que se conservan hoy en día y a los que se valora tanto como a las huacas y otros complejos arqueológicos. Hay senderos que permiten recorrer estos caminos y experimentar la distancia y el terreno que recorrió el chasqui. La mayoría de los caminos son lugares que fueron utilizados por los Incas, pero hay otras secciones que se supone que son caminos que no han sido confirmados o negados. La mayoría de los caminos contienen puentes colgantes de cuerda, que fueron hábilmente construidos mediante el uso de hebras de vegetación que fueron tejidas juntas y reforzadas por madera y piedras. Fueron frecuentemente utilizados por corredores chasqui entregando mensajes en todo el Imperio Inca. Muchos de estos puentes siguen intactos hoy en día y se pueden cruzar sin temor a que se rompan debido a lo resistentes que son. También hay muchas carreras corriendo en estos caminos.